# Missa brevis

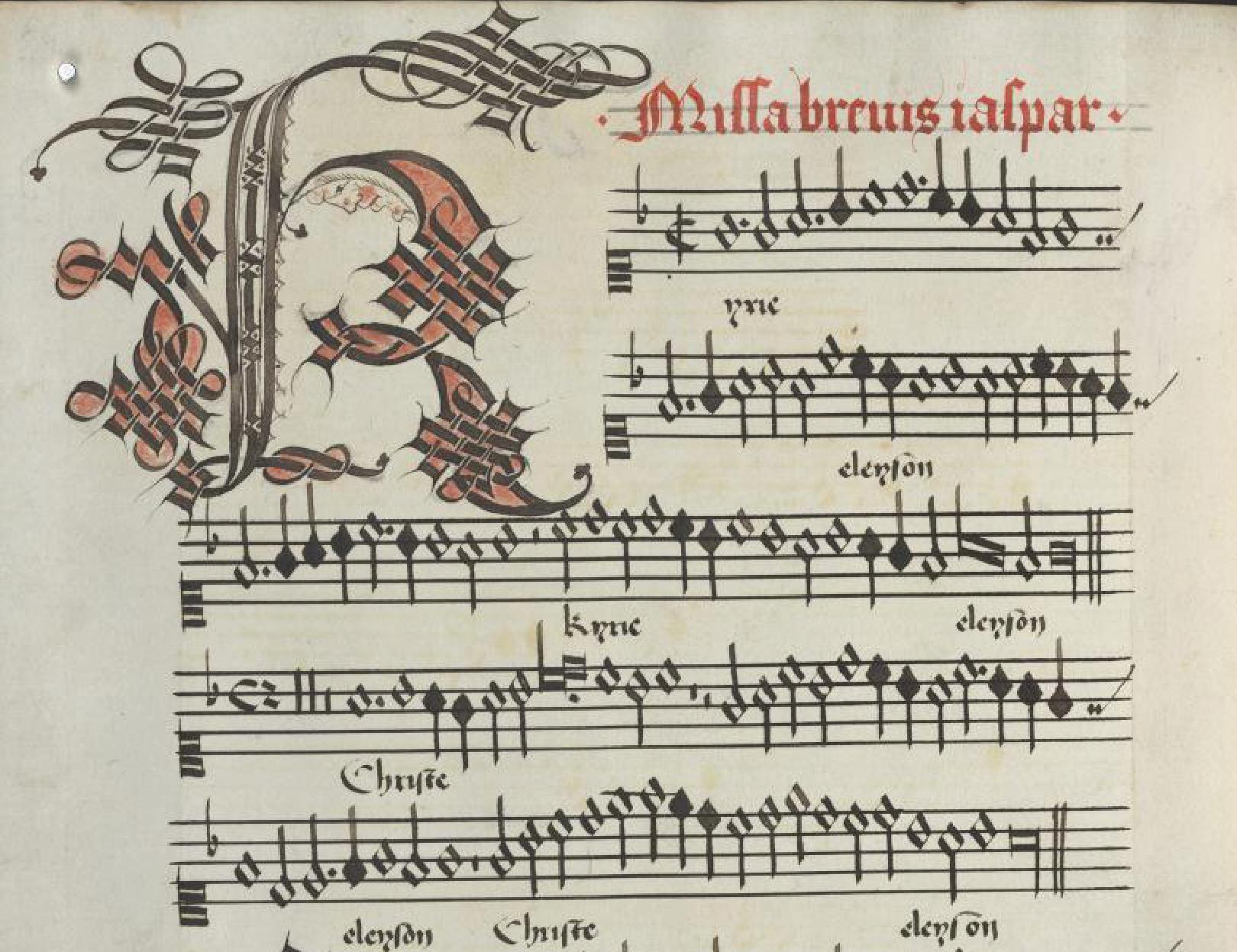
Partitura de un misa brevis

Missa brevis (pl. missae breves) es la denominación en latín para "misa breve". 
Puede hacer referencia a algunas formas de la misa, desde las misas vienesas de Haydn y Mozart hasta la Misa baja. Hoy en día se entiende generalmente por este término como la música de la misa ordinaria que no incluye el Credo y es un género popular de la música coral del siglo XX.Se puede cantar en coro o en solo

## Estructura
El "Credo" se omite con frecuencia, pero estos movimientos pueden ser incluidos:
- Kyrie
- Gloria
- Credo
- Sanctus y Benedictus
- Agnus Dei

## Ejemplos
Ejemplos conocidos de missa brevis son los de:
- Johann Sebastian Bach
- Richard Rodney Bennett: Missa Brevis (1990)
- Leonard Bernstein: Missa Brevis para coro mixto y contratenor, con percusión (1988)
- Mario Gosálvez Blanco: Missa Brevis para coro, órgano y cuerda
- Benjamin Britten: Missa brevis para voces juveniles y órgano (1959)
- Manuel Martínez Burgos: Missa Brevis para coro mixto a ocho voces (2000)
- Lorenzo Ferrero: Missa Brevis para cinco voces y dos sintetizadores (1975)
- Joseph Haydn: Missa brevis Sancti Joannis de Deo
- Michael Haydn: Missa Sancti Gabrielis
- Zoltán Kodály: Missa Brevis (1944)
- Antonio Massana: Missa brevis et facillima: tribus vocibus aequalibus concinenda (1964)
- Wolfgang Amadeus Mozart: (K. 49, K. 65, K. 192, K. 194, K. 220, K. 140, K 258, K. 259, K. 275, K. 232)
- Giovanni Pierluigi da Palestrina: Missa brevis
- William Walton: Missa Brevis para doble coro mixto y órgano
- José Climent Barber: Misa Breve de Fallas para coro mixto y órgano (2009)